# 基隆市中山區仙洞國民小學
25°08′49″N 121°44′48″E / 25.147047°N 121.746650°E
基隆市中山區仙洞國民小學（簡稱仙洞國小）為臺灣基隆市中山區的一所國民小學，其源自1907年設立的「基隆尋常高等小學校仙洞分教室」，至今超過百年歷史，鄰近仙洞巖，此為當地地名及校名由來。

## 校史
仙洞地區位在基隆港西岸，為了基隆港築港工程，於1900年即在此設有臨時臺灣基隆築港局，因此帶來了日本人移住在仙洞庄。由於仙洞庄距離基隆市街中心較遠，當地居民在1904年即向臺灣總督府申請設立小學校的分教場。之後，川上浩二郎、羽鳥重郎、山口力在1907年1月再向臺灣總督府申請在仙洞庄設立分校，於是在1907年4月1日成立了「基隆尋常高等小學校仙洞分教室」。在1908年改為「基隆尋常高等小學校仙洞分教場」，1914年4月1日改為「仙洞尋常高等小學校」，1918年4月1日改為「仙洞尋常小學校」，1926年4月1日改為「基隆第三尋常小學校」；由於基隆的公學校、小學校都是以第一、第二等序號定名，基隆市役所為了避免學生家長將校名作為學校優劣的依據，於是在1933年4月1日將校名改以地名為名，基隆第三尋常小學校因此改回「仙洞尋常小學校」。1941年4月1日，學校改制為「仙洞國民學校」，此時的地址為臺北州基隆市仙洞町64番地。
二戰後，由於日人準備返回日本，加上昭和國民學校（今中山國小）的校舍在基隆大空襲中損毀，因此昭和國民學校遷入仙洞國民學校的校舍上課，並在1946年8月改為基隆市中山區「中山第一國民學校」，在1947年月2日改稱「中山國民學校」，在改為「中山第二國民學校」（昭和國校原址的中山第一國校重建完工），在1951年9月改為「仙洞國民學校」。1968年8月1日，因九年國民教育實施而改稱「仙洞國民小學」。後來因基隆港西岸貨櫃碼頭擴建，造成部分民眾遷居，使得仙洞國小的學生數量減少。

## 歷任校長
日治時期
- 北島永治：1914年~1916年（原任基隆尋常高等小學校教諭）
- 富永高義：1917年（原任臺北城西尋常小學校教諭，後任殖產局林野整理課雇員）
- 野村和行：1918年~1922年（後任基隆第二尋常小學校長）
- 佐佐島健夫：1923年~1925年（原任瑞芳尋常小學校長）
- 帶刀千太郎：1926年~1930年（原任宜蘭尋常高等小學校訓導，後任北投公學校長）
- 有安豐美：1931年~1945年（原任基隆第二尋常小學校訓導）

戰後
- 陳金源：1946年2月
- 林登貴：1947年2月
- 劉木生：1950年2月
- 李聯灼：1951年9月
- 陳曉嵐：1966年12月
- 盧學鈞：1972年8月
- 江定山：1978年8月
- 王兆祥：1987年8月
- 陳國庸：1993年8月
- 錢彩雲：1998年2月
- 劉汶琪：2005年8月
- 彭雪峰：2013年8月
- 江照男：2021年8月（現任）